# السقنية
السقنية (بالأمازيغية "ⵉⵙⴳⵏⵉⵢⵏ") تتواجد في شرق الجزائر في غرب الأوراس ولاية أم البواقي  ( عين كرشة / عين فكرون / بوغرارة سعودي / هنشير تومغني ).  يتكلمون اللغة الشاوية . يترواح  عددهم 114.536 نسمة 

أشهر شهداء المنطقة :  ڨعڨاع الشريف / بوڨادي صالح  ڨوراري علي / وڨاف السبتي / بوڨادوم حسان / عياد الحركاتي / سعودي محمد / شرقي الربعي / شايب راسو محمد / بربري صالح / بوزيدي الخاشمي  ( رحمهم الله )

## اللغة
يتكلم السقنية اللغة الشاوية، وتستخدم اللغة العربية الفصحى في المحررات والمواثيق الرسمية، كما ينص دستور